# زن شیردوش
زن شیردوش (هلندی: De Melkmaid یا Het Melkmeisje) نقاشی رنگ روغن روی بوم اثر یوهانس فرمیر است که بین سالهای ۱۶۵۷–۱۶۵۸ کشیده شد و اکنون در موزه امپراتوری آمستردام نگهداری می‌شود.